# Mösl im Ebenthal
Mösl im Ebenthal este o arie protejată (arie specială de conservare — SAC, sit de importanță comunitară — SCI) din Austria întinsă pe o suprafață de 2,34 ha, integral pe uscat.

## Localizare
Centrul sitului Mösl im Ebenthal este situat la coordonatele 47°42′09″N 14°25′08″E / 47.7024°N 14.4188°E.

## Înființare
Situl Mösl im Ebenthal a fost declarat sit de importanță comunitară în noiembrie 2014 pentru a proteja un număr necunoscut de specii din flora spontană și fauna sălbatică aflate în arealul zonei. Situl a fost protejat și ca arie specială de conservare în septembrie 2017.

## Biodiversitate
Situată în ecoregiunea alpină, aria protejată conține 4 habitate naturale: Pajiști cu Molinia pe soluri calcaroase, turboase sau argilos-nămoloase (Molinion caeruleae), Turbării active, Izvoare petrifiante cu formare de travertin (Cratoneurion), Păduri aluvionare cu Alnus glutinosa și Fraxinus excelsior (Alno-Padion, Alnion incanae, Salicion albae).
La baza desemnării sitului se află un număr nedeclarat de specii protejate.